# Best of Soul
Best of Soul – album kompilacyjny BoA wydany przez Avex Trax 2 lutego 2005 roku.

## Lista utworów
Źródło: Discogs
1. "Listen to My Heart" – 3:57
2. "ID; Peace B" – 3:53
3. "Amazing Kiss" – 4:32
4. "気持ちはつたわる" – 4:23
5. "Every Heart: Minna no Kimochi" – 4:32
6. "Valenti" – 4:20
7. "奇蹟" – 4:19
8. "No.1" – 3:13
9. "Jewel Song" – 5:24
10. "Shine We Are!" – 5:05
11. "Double" – 3:26
12. "Rock with You" – 4:15
13. "Quincy" – 3:45
14. "コノヨノシルシ" – 3:45
15. "メリクリ" – 5:52
16. "La・La・La Love Song" (BoA w/z Soul'd Out) – 5:39

## Notowania na listach przebojów
| Kraj    | Lista (2005)               | Najwyższa pozycja | Certyfikat |
| ------- | -------------------------- | ----------------- | ---------- |
| Japonia | Oricon Weekly Albums Chart | 1                 | milion     |